# Ben Taylor (baseball, 1992)
Benjamin Alan Taylor (né le 12 novembre 1992 à Montgomery, Alabama, États-Unis) est un lanceur droitier de la Ligue majeure de baseball.

## Carrière
Joueur des Jaguars de South Alabama, Ben Taylor est repêché par les Red Sox de Boston au 7e tour de sélection en 2015. 
Lanceur de relève, Taylor fait ses débuts dans le baseball majeur le 7 avril 2017 avec Boston.